# Ruben Alves

Ruben Alves, 2020

Ruben Alves (* 9. Januar 1980 in Paris) ist ein französisch-portugiesischer Regisseur und Schauspieler.

## Leben
Alves wurde als Sohn portugiesischer Gastarbeiter in Paris geboren. Mit 20 wurde er hauptberuflicher Schauspieler und spielte zunächst kleinere Rollen in französischen Fernsehproduktionen und in einigen Kurzfilmen.
Sein Regiedebüt, von einem Kurzfilm 2002 abgesehen, gab er 2013 mit der Einwandererkomödie La cage dourée. Der Film ist von der Biografie seiner Eltern inspiriert, und Alves hat dort selbst eine kleine Gastrolle. Das Werk wurde in Frankreich und Portugal ein großer Erfolg und lief danach auch in einer Vielzahl anderer Ländern an, bis ins ferne Australien. In Portugal wurde er 2013 der meistgesehene Film des Jahres. In Deutschland kam er als Portugal, mon amour in die Kinos und war hier ebenfalls erfolgreich.
Im Januar 2020 folgte die Travestie-Komödie Miss Beautiful, die jedoch auf Grund der COVID-19-Pandemie erst im Herbst 2020 in die Kinos kam und, auch auf Grund der Einschränkungen, nicht an den vorhergehenden Erfolg anknüpfen konnte.
Als Schauspieler spielte Alves zuletzt u. a. 2014 in Yves Saint Laurent, einer Filmbiografie zum Leben des Modeschöpfers Yves Saint Laurent, und in Plötzlich Papa, einer Dramödie mit Omar Sy in der Hauptrolle.

## Filmografie

### Schauspieler (Auswahl)
- 2004: Pédale dure (Regie: Gabriel Aghion)
- 2006: Madame Irma (Regie: Didier Bourdon, Yves Fajnberg)
- 2008: Secret Defense (Regie: Philippe Haïm)
- 2013: Portugal, mon amour (auch Regie)
- 2014: Yves Saint Laurent (Regie: Jalil Lespert)
- 2016: Plötzlich Papa (Regie: Hugo Gélin)

### Regie und Drehbuch
- 2002: À l'abri des regards indiscrets (Kurzfilm)
- 2013: Portugal, mon amour
- 2017: As Vozes do Fado (Doku.)
- 2020: Miss Beautiful